# Chlorochaeta inductaria
Chlorochaeta inductaria là một loài bướm đêm trong họ Geometridae.